# Gustavo Huete
Carlos Gustavo Huete (1970) es un pelotari argentino ganador de una medalla de oro en los Campeonatos Mundiales de Pelota Vasca y una medalla de bronce en los Juegos Olímpicos de Barcelona 1992, donde se incluyó a la pelota vasca como deporte de exhibición.

## Palmarés

### Campeón mundial
- 1990: trinquete, paleta cuero (Cuba)

### Juegos Olímpicos de Barcelona 1992 (deporte exhibición)
- Paleta cuero en frontón 36m: medalla de bronce